# 강유정 (연극 연출가)
강유정(姜由禎, 1930년 2월 1일~2005년 12월 31일)은 1958년에 연기인(1947년 연극배우 데뷔)에서는 11년여만에 은퇴한 이후 연출가로 주요적인 활약을 한, 대한민국의 은퇴 배우 출신의 연극 연출가였고, 영화 시나리오 각본 작가였다. 2003년 4월 모든 연출 제작 집필 분야에서 은퇴했다.
그이외에도, 2003년에 모든 은퇴를 할때까지 극작가와 영화 투자 기획가로도 활약했다.
경남 진주(晋州)에서 태어났다. 1954년 동국대학교 국어국문학과를 학사 졸업. 연극 공부의 시작은 18세 당시로, 1947년 이때 《'극예술협회'(약칭 극협)》에 신극 연구동인으로 입회, 극작가 오영진(吳泳鎭) 원작 《<살아 있는 이중생(李重生) 각하>》에서 연기인으로 데뷔했다. 1950년 《'신협(新協)'》의 유치진 원작 연극 《<원술랑>》에서는 지초부인 역으로, 파뇰 원작의 연극 《<향수>》에서의 오놀란 역을 맡았고, 셰익스피어 원작의 명작 연극 《<햄릿>》 등에도 출연했다. 그리고 배우 분야에서는 1958년 은퇴한 이후, 연극 연출가 및 영화 제작진으로 진출하는 한편, 1957년에는 영화 <생명>에서는 조감독으로 활약하였고, 1964년에는 김은국(金恩國)의 원작 소설 작품을 영화화한 영화 《<순교자>》를 제작하였다. 1966년에는 극단 《'여인극장(女人劇場)'》을 창립하여 대표가 되었고, 창립 공연으로 그 해 11월 체호프 원작 《<갈매기>》를 공연했다. 1968년 로르카 원작 《<알바의 집>》을 연출함으로써 연출가로서 데뷔했다. 기브슨의 《<기적을 만드는 사람들>》 이후부터는 계속 윌리엄스 원작 작품을 연출하였다. 하여 그의 연출 작품으로는 《<오르페>》, 《<욕망이라는 이름의 전차>》, 《<이구아나의 밤>(1970)》, 《<고해(苦海)>(1972)》 등이 있다.
배우에서는 1958년 이후부터 은퇴했지만, 여류 연극 연출가로서의 본격적인 전문인으로서는 대한민국 최초의 여성 연출가이기도 하다.
2003년 4월 7일자를 끝으로써 희곡 극작 및 연극 연출, 영화 제작 및 시나리오 각본 등의 모든 분야를 마지막으로 은퇴한 이후, 2005년 12월 31일, 향년 76세로 하세하였다.

## 주요 수상 경력
- 1987년 동아연극상 연출상
- 2001년 보관문화훈장